# Рибальський Георгій Іванович
Гео́ргій Івáнович Риба́льський (1745 , Київ, Київський полк, Російська імперія  — 23 січня (4 лютого) 1813 , Київ ) — діяч київського магістрату, війт Києва в 1801–1813 роках.

## Біографія
Народився в Києві 1745 року, походив з роду Рибальських. Після смерті батька і братів успадкував усі їхні земельні володіння, а крім того, мав хутір з винокурнею на Пріорці та ще дві садиби в Києві. Одна з них, з мурованим будинком, знаходилася на Подолі, поряд з Флорівським монастирем, а друга, також з мурованим будинком — на Печерську, на вулиці, яку пізніше на честь війта було названо Рибальською.
Помер 23 січня (4 лютого) 1813 року, похований на Щекавицькому кладовищі, біля стіни церкви Всіх Святих.

## Родина
- Дружина Олена Ананіївна Мораїт (1758). Мав 15 дітей:
- Сини Іван (бл. 1779 — 1822), Спиридон (12.12.1788), Дмитро (27.10.1795 —27.6.1853), київський купець 2-ї гільдії[3].
- Дочки Уляна, Ірина, Тетяна, Ганна, Марія, Катерина, Марфа, Тетяна, Ганна, Єлизавета, Наталія, Параскева.